# لاک و کلید
لاک و کلید (به انگلیسی: Locke & Key)، یک سریال در ژانر هیجان انگیز به کارگردانی جو هیل و بازیگرانی چون کانر جسوپ ،امیلیا جونز،شری سام، گریفین گلاک، داربی استنچفیلد محصول آمریکا است که در ۷ فوریه ۲۰۲۰ از نتفلیکس منتشر شد.

## داستان
داستان مجموعه روایت زندگی یک بیوه به‌نام نینا لاک و سه فرزندش، تایلر، کینزی و بدی است. پس از قتل پدر خانواده، نینا و فرزندانش به خانه اجدادی‌شان در یک منطقه روستایی از ایالت ماساچوست نقل مکان می‌کنند. اعضای خانواده کمی بعد می‌فهمند که در این خانه چندین کلید جادویی پنهان شده که به کسانی که آنها را کنترل می‌کنند، قدرت خاصی اعطا می‌کنند. شهری که خانه در آن بنا شده نیز دارای دروازه‌ای به‌سوی قلمرویی اهریمنی است که آن را تنها توسط یک شی‌ء سحرآمیز به‌نام کلید امگا می‌توان گشود.
در طول زمان، اعضای مختلف خانواده لاک بیشتر با تاریخچه خانواده پردردسر خود آشنا می‌شوند و ماهیت حقیقی خانه و کلیدهایش را درک می‌کنند. آن‌ها در همین حین باید با اهریمنان بدطینت بجنگند و جلوی سواستفاده آن‌ها از کلیدها را بگیرند.

## یادداشت
1. ↑  لاک (به انگلیسی: Locke)، که در زبان انگلیسی باستان به معنای قفل‌ساز یا نگه‌دارنده قفل می‌باشد، نام خانوادگی شخصیت‌های اصلی داستان است. این کلمه مشتقی از دیگر کلمه انگلیسی Lock به معنای قفل است.